# Beugin
Beugin település Franciaországban, Pas-de-Calais megyében. Lakosainak száma 465 fő (2022. január 1.). Beugin Divion, Ourton, Rebreuve-Ranchicourt, La Comté és Houdain községekkel határos.

## Népesség
A település népességének változása:
| Lakosok száma | 459  | 469  | 479  | 471  | 469  | 467  | 466  | 464  | 465  |
|               | 2013 | 2015 | 2016 | 2017 | 2018 | 2019 | 2020 | 2021 | 2022 |